# イン・デプス
『イン・デプス』(In Depth)はペット・ショップ・ボーイズのコンピレーションアルバム。

## 概要
アルバム「イントロスペクティヴ」を引っさげてのツアー（MCMLXXXIX Tour）のため来日した際の記念アルバム。
収録曲は「イントロスペクティヴ」収録曲のシングル・ヴァージョンと日本未発売シングル「イッツ・オーライト」のカップリング曲で構成されている。
特典としてテレフォンカードが付いている。
余談だが、CDパッケージ裏の発売日は7月4日になっている。

## 収録曲
| #  | タイトル                                                                                         | 作詞 | 作曲・編曲 |
| -- | ------------------------------------------------------------------------------------------------ | ---- | ---------- |
| 1. | 「イッツ・オーライト（ニュー・レコーディング）」(It's Alright)                                   |      |            |
| 2. | 「ワン・オブ・ザ・クラウド」(One Of The Crowd)                                                   |      |            |
| 3. | 「ユア・ファニー・アンクル」(Your Funny Uncle)                                                   |      |            |
| 4. | 「オールウェイズ・オン・マイ・マインド（シングル・ヴァージョン）」(Always On My Mind)            |      |            |
| 5. | 「ドミノ・ダンシング（シングル・ヴァージョン）」(Domino Dancing)                                 |      |            |
| 6. | 「レフト・トゥ・マイ・オウン・ディヴァイセズ（シングル・ヴァージョン）」(Left to My Own Devices) |      |            |